# Eooxylides tharis
Eooxylides tharis är en fjärilsart som beskrevs av Carl Geyer 1837. Eooxylides tharis ingår i släktet Eooxylides och familjen juvelvingar. Inga underarter finns listade i Catalogue of Life.

## Bildgalleri

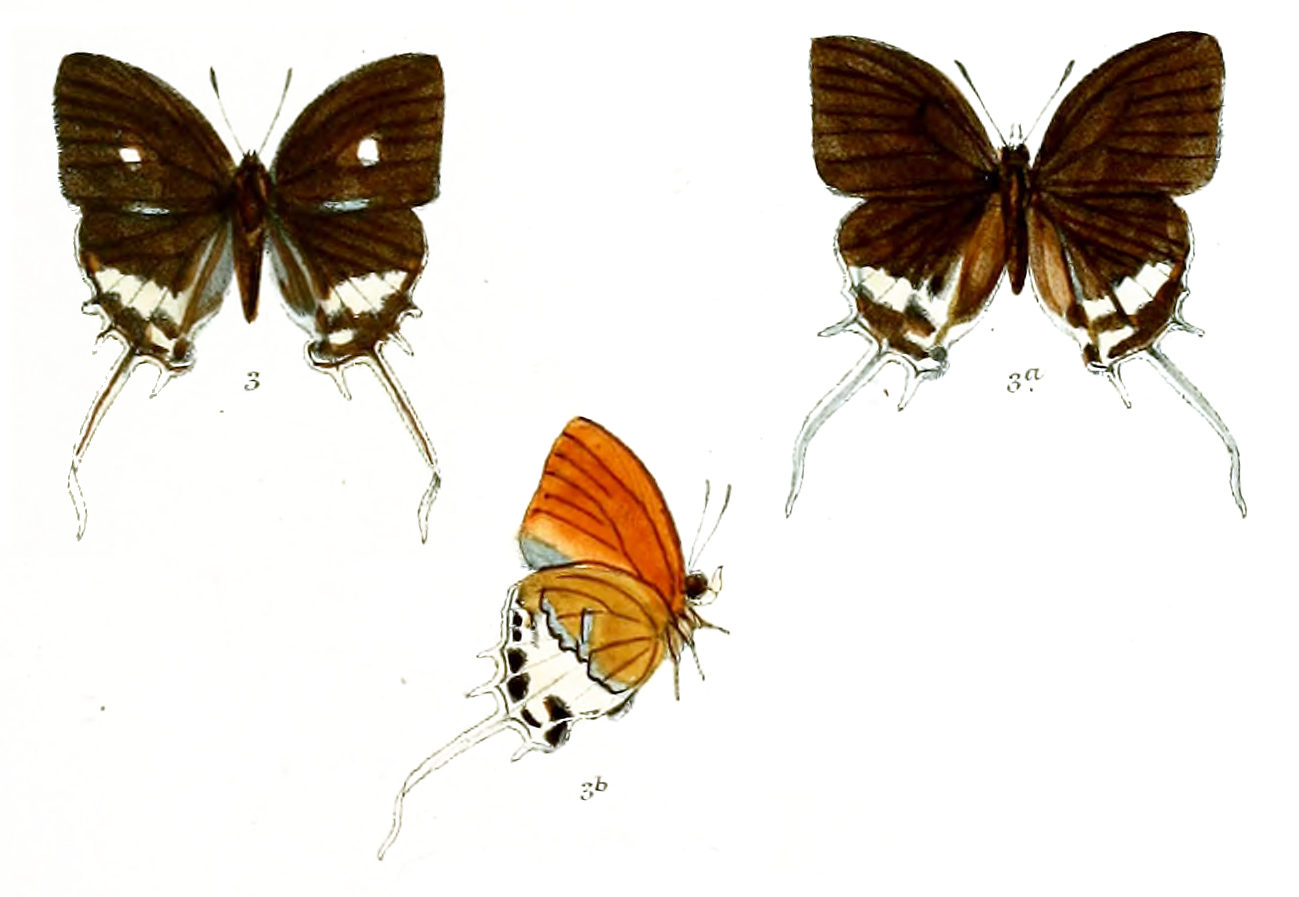
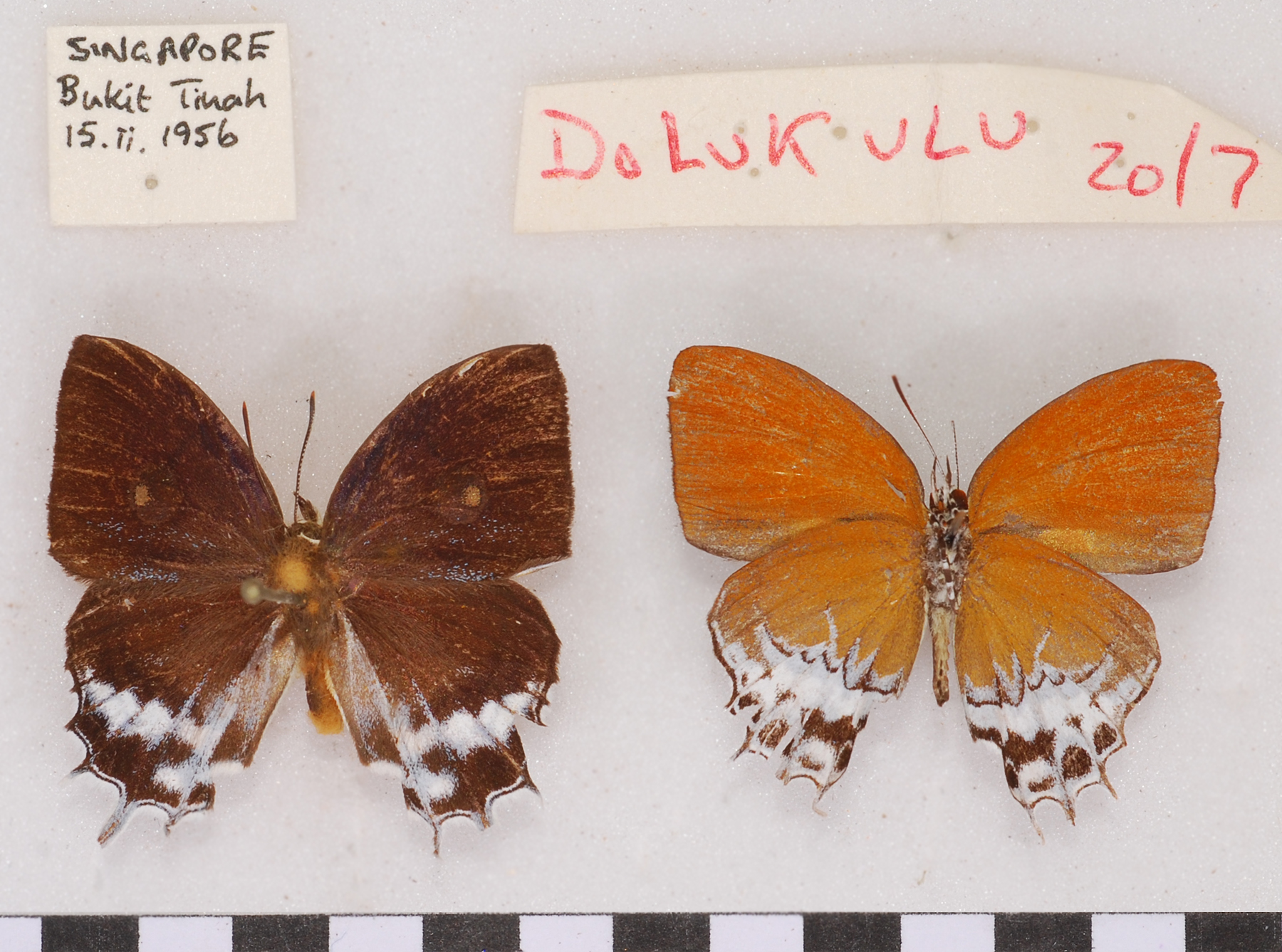
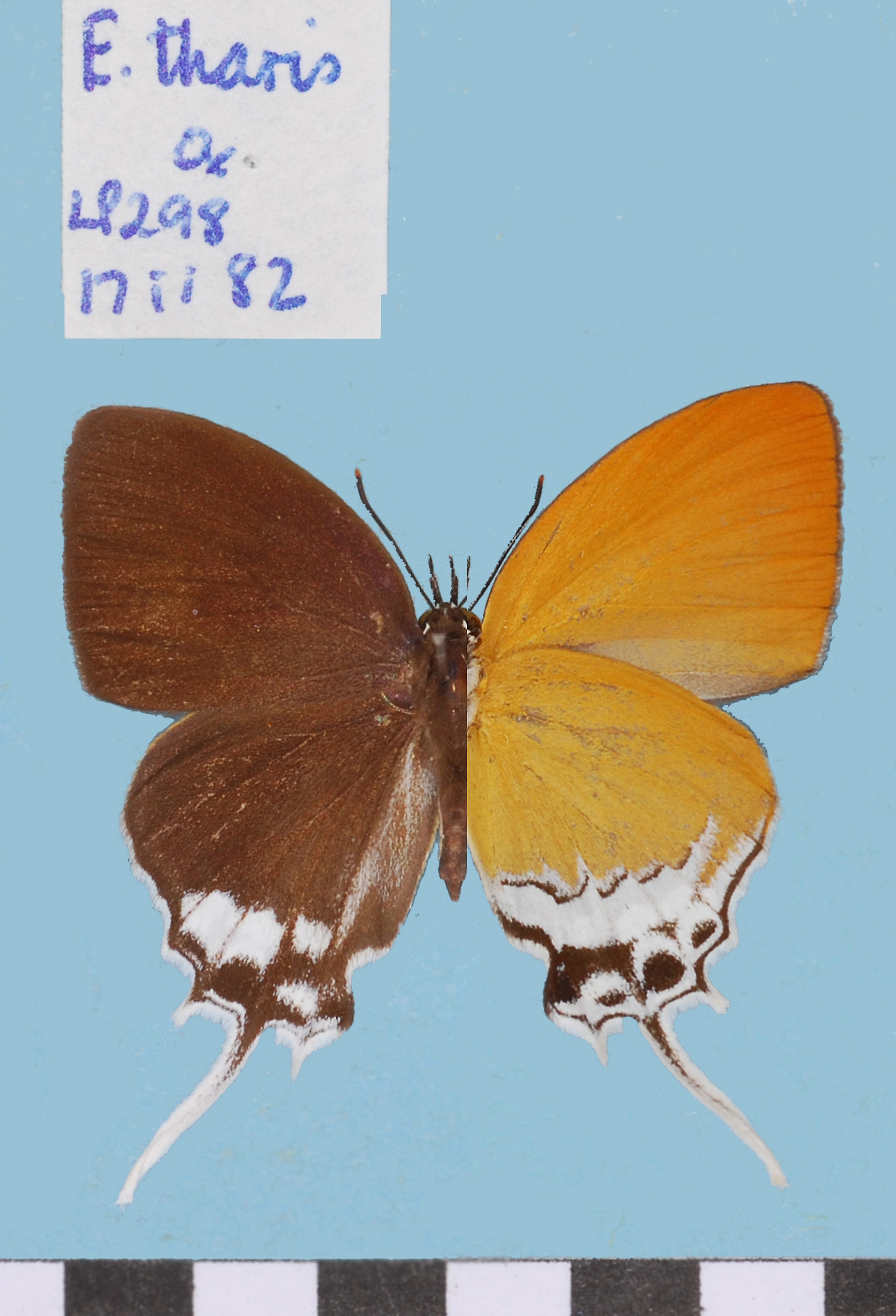